# Отделение глобальных проблем и международных отношений РАН
Отделение глобальных проблем и международных отношений (ОГПМО РАН) — структурное подразделение Российской академии наук, в состав которого входят академики и члены-корреспонденты РАН, научные интересы которых лежат в области изучения международных отношений, в том числе экономики, политологии, общественной географии, социологии, истории, а также научные учреждения, исследования которых посвящены проблемам в этих областях.

## История и структура
Отделение создано в 2010 году по предложению министра иностранных дел РФ С. В. Лаврова и академика РАН Е. М. Примакова на основе секции международных отношений Отделения общественных наук РАН.
Академиком-секретарем Отделения с 2010 года является А. А. Дынкин.
Отделение состоит из двух секций:
- Секция глобальных проблем
- Секция международных отношений

### Научные организации
| Название организации                                                         | Сокращённое название | Год основания | Город       | Директор             |
| ---------------------------------------------------------------------------- | -------------------- | ------------- | ----------- | -------------------- |
| Институт Африки РАН                                                          | ИАф РАН              | 1959          | Москва      | И. А. Абрамова       |
| Институт Европы РАН                                                          | ИЕ РАН               | 1987          | Москва      | Ал. Ан. Громыко      |
| Институт истории, археологии и этнографии народов Дальнего Востока ДВО РАН   | ИИАЭ ДВО РАН         | 1970          | Владивосток | Н. Н. Крадин         |
| Институт Китая и современной Азии РАН                                        | ИДВ РАН              | 1966          | Москва      | К. В. Бабаев         |
| Институт Латинской Америки РАН                                               | ИЛА РАН              | 1961          | Москва      | Д. М. Розенталь      |
| Институт мировой экономики и международных отношений им. Е. М. Примакова РАН | ИМЭМО РАН            | 1956          | Москва      | Ф. Г. Войтоловский   |
| Институт США и Канады РАН                                                    | ИСК РАН              | 1967          | Москва      | и. о. Н. А. Цветкова |
| Институт экономических исследований ДВО РАН                                  | ИЭИ ДВО РАН          | 1976          | Хабаровск   | А. Г. Исаев          |

## Журналы отделения
Отделением выпускается ряд научных журналов. Среди них:
- Мировая экономика и международные отношения
- Современная Европа
- Латинская Америка
- Проблемы Дальнего Востока
- США и Канада: экономика, политика, культура